# Перхляйское сельское поселение
Перхляйское се́льское поселе́ние — муниципальное образование в Рузаевском районе Мордовии Российской Федерации.
Административный центр — село Перхляй.

## История
Статус и границы сельского поселения установлены Законом Республики Мордовия от 7 февраля 2005 года № 14-З «Об установлении границ муниципальных образований Рузаевского муниципального района, Рузаевского муниципального района и наделении их статусом сельского поселения, городского поселения и муниципального района».

## Население
| 2002 | 2010 | 2012 | 2013 | 2014 | 2015 | 2016 |
| ---- | ---- | ---- | ---- | ---- | ---- | ---- |
| 696  | ↗721 | ↗722 | ↘716 | ↘708 | ↘707 | ↘702 |
| 2017 | 2018 | 2019 | 2020 | 2021 |      |      |
| ↘701 | ↘672 | ↘639 | ↘622 | ↗679 |      |      |

## Состав сельского поселения
| № | Населённый пункт | Тип населённого пункта       | Население |
| - | ---------------- | ---------------------------- | --------- |
| 1 | Бекетовка        | село                         | ↘0        |
| 2 | Ждановка         | деревня                      | ↘0        |
| 3 | Перхляй          | село, административный центр | ↗721      |